# 因幡船岡站
因幡船岡站（日语：／ Inabafunaoka eki */?）是位於鳥取縣八頭郡八頭町船岡字上向田，若櫻鐵道若櫻線的車站。

## 歷史
- 1930年（昭和5年）1月20日 - 國鐵若櫻線郡家站至隼站之間開通，此站啟用。當時為旅客和貨運車站。
  - 當時車站地址為鳥取縣八頭郡船岡村（日语：船岡町 (鳥取県)）船岡字上向田。
- 1952年（昭和27年）
  - 11月1日 - 隨著船岡村實施町制，船岡町（日语：船岡町 (鳥取県)）（第一次）成立，車站地址變為鳥取縣八頭郡船岡町船岡字上向田。
  - 11月3日 - 隨著船岡町（第二次）成立，車站地址變為鳥取縣八頭郡船岡町船岡字上向田。
- 1974年（昭和49年）10月1日 - 結束貨物起卸業務。
- 1987年（昭和62年）
  - 4月1日 - 伴隨國鐵分割民營化，車站由西日本旅客鐵道（JR西日本）營運。
  - 10月14日 - 若櫻線由若櫻鐵道繼承。
- 2005年（平成17年）3月31日 - 隨著八頭町成立，車站地址變為鳥取縣八頭郡八頭町船岡字上向田。
- 2008年（平成20年）7月23日 - 登錄成為登錄有形文化財。

## 車站構造
車站是一座地面車站，設有1面1線的單式月台。月台位於路軌南邊，木製車站大樓位於月台南邊。月台和車站大樓在1929年（昭和4年）建成，在2008年（平成20年）登錄成為國家登錄有形文化財。
車站大樓內設有縫製工場。此站是簡易委託車站。另外於檢票口外設有男女共用的濕廁。

## 使用狀況
以下為近年一日平均上下車人次列表：
| 上下車人次變化 | 上下車人次變化 |
| 年度           | 1日平均人次    |
| -------------- | -------------- |
| 2011年         | 56             |
| 2012年         | 42             |
| 2013年         | 57             |
| 2014年         | 42             |
| 2015年         | 34             |
| 2016年         | 43             |
| 2017年         | 37             |
| 2018年         | 35             |

## 車站周邊
- 八頭町公所 船岡廳舍
- 郡家警署（日语：郡家警察署） 船岡駐在所
- 船岡郵局
- 鳥取銀行
- TOSC（日语：トスク (鳥取県)） 船岡店
- 八頭町立船岡小學（日语：八頭町立船岡小学校）
- 國道482號（日语：国道482号）
- 鳥取縣道32號郡家鹿野氣高線（日语：鳥取県道32号郡家鹿野気高線）

## 相鄰車站
若櫻鐵道
若櫻線
八頭高校前－因幡船岡－隼

## 注腳
1. ↑  国土数値情報　駅別乗降客数データ  （页面存档备份，存于）（日語） - 國土交通省，2021年3月10日參閲

## 外部連結
- 沿線各站情報 - 若櫻鐵道株式會社 （页面存档备份，存于）（日語）